# 郑复他
郑复他（1904年—1928年5月24日），原名郑福泰，曾用名郑覆他、陈富英，浙江诸暨人。中国共产党第五次全国代表大会代表、中国共产党早期领导人。

## 生平
1913年，进入家族义塾读书。1919年，在浙江诸暨县城中全小学毕业后，辍学务农，曾在县报社排字工。1922年，到杭州武林印刷所当排字工。1923年，选为杭州印刷工人俱乐部负责人。同年冬加入中国共产党。1924年初，到上海《商报》馆排字，同时在中共创办的上海书店兼职，协助秘密发售《向导》周报和《中国青年》、《青年平民读本》等进步书刊。同时根据中国共产党的指示，在印刷业工人中开展活动。5月，浙江旅沪工会在闸北成立，任该会所属部的负责人。1925年2月上海印刷工人联合会成立，任该会总务长、副委员长。5月，受中共上海地委委派，参加中国国民党上海市党部工农部下属的工人运动委员会工作，参与五卅运动，组织中华书局和商务印书馆工人罢工。
8月底，上海印刷总工会成立被选为总务长，同期参与商务印书馆工人经济罢工，并推动建立中华书局和商务印书馆印刷所工会。联合各工会正式成立印刷总工会，成为上海总工会领导下的6个主要产业工会之一。1925年10月，任中共上海区委闸北部委组织委员。12月，领导商务印书馆第二次经济大罢工，取得胜利。1926年2月至6月、1927年2月至4月，任中共上海区执行委员会委员。1926年6月至1927年2月，任中共上海区执行委员会候补委员，兼国民党上海市党部工农委员会委员、上海总工会邮电工会委员长（至1926年12月）。还受党的委托，参加筹建中共中央设在上海的秘密印刷厂。1926年10月，上海工人第一次武装起义失败后被捕。经营救获释后，12月起任上海总工会执行委员会委员，同年12月至1927年3月任上海总工会执行委员会主席团成员、组织科主任。1927年1月至3月任上海总工会市政总工会委员长。在上海工人准备第三次武装起义时，被租界巡捕房拘捕，引渡到军阀李宝章部，被判死刑，经中共党组织多方营救获释。
1927年4月，蒋介石发动四一二政变后，郑复他受到政府通缉。4月下旬，郑复他以上海的正式代表身份赴武汉出席中国共产党第五次全国代表大会。会后被派到湖北省总工会市政工会工作。参与筹备太平洋劳动大会，任该大会庶务科主任。1927年6月，参与第四次全国劳动代表大会的筹备工作，参加大会主席团丁作，并在大会上被选为中华全国总工会执行委员。会后一度留汉口工作。7月回到上海，担任上海总工会执行委员会组织部负责人。1927年7月至1928年2月，任上海总工会委员长。
八七会议后，1927年8月，任中共江苏省委员会兼中共上海市委员会常务委员、职工运动委员会主任。1927年11月至1928年5月，任中共中央职工运动委员会委员。1928年2月起，任中华全国总工会常务委员会委员。同年赤色职工莫斯科召开的第四次国际代表大会，将其选为执行委员。1928年2月16日，和陈乔年、许白昊在新闸路酱园弄秘密点召开上海各区工会特派员和产业工会负责人会议时，因唐瑞林举报十余人同遭逮捕。次日被转至上海龙华国民党淞沪警备司令部。1928年5月24日（一说6月1日、6月6日），在上海被处决。后被中共追认为革命烈士，葬在龙华烈士陵园。